# Rio Arama (Lunca Mare)
O Rio Arama é um rio da Romênia afluente do rio Lunca Mare, localizado no distrito de Harghita.